# Vila Carlton
Vila Carlton, původně vila Kennsington či Kensington, se nachází v lázeňské části Karlových Varů ve čtvrti Westend v ulici Petra Velikého 1014/10. Postavil si ji v roce 1897 podle svého projektu stavitel Josef Waldert. Od doby vzniku byla spjata se sousedním hotelem Savoy Westend, stejný vlastník a stavebník i paralelní doba výstavby. Též nyní je součástí hotelového resortu Savoy Westend. 

## Historie
V roce 1893 zakoupil karlovarský stavitel Josef Waldert na okraji města vysloužilý hotel Švýcarské údolí (tehdy Schweizertall) a zpracoval plány na výstavbu nového hotelu a dvou dalších vil severně od něj. Jednalo se o dnešní hotel Savoy Westend, vilu Kleopatra a zde popisovanou vilu Kennsington. Stavba vily Kennsington probíhala od roku 1895 a jejím stavebníkem i stavitelem byl Josef Waldert. O něco později byl Gustavem Göttlem ještě vypracován projekt na litinovou verandu. Objekt byl od počátku označován jako sanatorium. Do zvýšeného přízemí byly situovány jednotlivé ordinace a operační sál a již v roce 1897 vila sloužila lázeňským hostům.
Od roku 1924 nesla název Carlton. I nadále byla ve vlastnictví Josefa Walderta, který ji pronajímal. V roce 1926 byly k pokojům vestavěny nové koupelny. V letech 1935–1939 byly jako spolumajitelé vily zapsáni Josef Waldert jun., Klier Hans, Hubert, Helene, Alfred a Berta a Margarettha Krausovy.
Po druhé světové válce byla vila znárodněna. Dne 1. ledna 1950, z iniciativy dětského lékaře profesora Josefa Švejcara, byla ve vile otevřena pobočka pražské 1. dětské kliniky. V roce 1957 se v souvislosti se vznikem podniku Československé státní lázně stala vila Carlton depandancí tehdejšího lázeňského ústavu Thomayer.
Po sametové revoluci byl v roce 1999 Thomayer ve veřejné soutěži prodán společně se všemi depandancemi – vilami Artemis, Kleopatrou a Rusalkou a též s vilou Carlton. Přestavba změnila celý komplex lázeňských vil. Ten nový byl zprovozněn na začátku lázeňské sezony 2005 pod názvem Luxury Spa Hotel Savoy Westend.
V současnosti (únor 2021) je vila Carlton evidována jako objekt občanské vybavenosti v majetku společnosti Lunisoft, s. r. o.

## Popis
Vila se nachází ve čtvrti Westend v ulici Petra Velikého 1014/10. Jedná se o čtyřpodlažní solitérní budovu postavenou zhruba na obdélném půdorysu, s použitím četných arkýřů, věžovitých rizalitů či lodžií. Původní stavební koncepce vycházela z novobarokních principů.